# Amphidasya elegans
Amphidasya elegans är en måreväxtart som beskrevs av Charlotte M. Taylor. Amphidasya elegans ingår i släktet Amphidasya och familjen måreväxter. Inga underarter finns listade i Catalogue of Life.